# ليونيد موسين
ليونيد موسين (19 أبريل 1985 بموسكو في روسيا - ) هو لاعب كرة قدم أوكراني وروسي في مركز حراسة المرمى. شارك مع منتخب أوكرانيا تحت 17 سنة لكرة القدم ومنتخب أوكرانيا تحت 19 سنة لكرة القدم ومنتخب أوكرانيا تحت 21 سنة لكرة القدم. أما مع النوادي، فقد لعب مع أنجي محج قلعة ودينامو مينسك ونادي أورينبورغ ونادي أوليكساندريا وGórnik Wałbrzych (football) ‏ ونادي تيومين ‏ وFC Solyaris Moscow ‏ وFC Dynamo-3 Kyiv ‏ وFC Poltava ‏ وFC Borysfen Boryspil ‏ وFC Dynamo-2 Kyiv ‏ وFC Olimp-Dolgoprudny ‏ ونادي أورال يكاترينبورغ.

## وصلات خارجية
- ليونيد موسين على موقع اتحاد أوكرانيا (الإنجليزية)
- ليونيد موسين على موقع قاعدة بيانات كرة القدم.إي يو (الإنجليزية)
- ليونيد موسين على موقع Soccerway.com (الإنجليزية)